# Alfred Kälin
Alfred Kälin, född 16 januari 1949, är en före detta schweizisk längdskidåkare som var aktiv under 1970-talet. Han ingick i laget som vann brons på 4 x 10 km vid Sapporo 1972. Han har även åkt Vasaloppet med bland annat en 7: de plats 1974, en 14: de plats 1976 och en 16:de 1973.